# Losantville
La ville de Losantville est située dans le comté de Randolph, dans l’État de l’Indiana, aux États-Unis. Sa population s’élevait à 237 habitants lors du recensement de 2010, estimée à 229 habitants en 2016.

## Démographie
| Groupe            | Losantville | Indiana | États-Unis |
| ----------------- | ----------- | ------- | ---------- |
| Blancs            | 97,1        | 84,3    | 72,4       |
| Métis             | 2,5         | 2,0     | 2,9        |
| Amérindiens       | 0,4         | 0,3     | 0,9        |
| Autres            | 0           | 13,4    | 23,8       |
| Total             | 100         | 100     | 100        |
|                   |             |         |            |
| Latino-Américains | 0           | 6,0     | 16,7       |

Selon l'American Community Survey, pour la période 2011-2015, 100 % de la population âgée de plus de 5 ans déclare parler anglais.

## Source
- (en) Cet article est partiellement ou en totalité issu de l’article de Wikipédia en anglais intitulé « Losantville, Indiana » (voir la liste des auteurs).

1. ↑  (en) « Losantville, IN Population - Census 2010 and 2000 », sur censusviewer.com.
2. ↑  (en) « Population of Indiana - Census 2010 and 2000 », sur censusviewer.com.
3. ↑  (en) « Language spoken at home by ability to speak English for the population 5 years and over », sur factfinder.census.gov.